# マスケティーア (駆逐艦・2代)
|          | |
| 艦歴     | |
| 起工     | 1939年12月7日 |
| 進水     | 1941年12月2日 |
| 就役     | 1942年9月18日 |
| その後   | 1955年9月3日スクラップとして売却 |
| 性能諸元 | |
| 排水量   | 1,950 トン |
| 全長     | 110.4 m |
| 全幅     | 11.3 m |
| 吃水     | 4.3 m |
| 機関     | アドミラリティ式ボイラー 3缶 パーソンズ式ギヤードタービン 2基 2軸推進、36,000 shp |
| 速力     | 36 ノット |
| 航続距離 | 5,500 海里 (15 kt/h） |
| 乗員     | 190名 |
| 兵装     | 120 mm Mark XI 連装砲 3門 102mm QF4 Mark V 対空砲 1基 40mm QF4 Mark VIII 対空砲 1基 20mm エリコン 単装対空砲 2基 533 mm 四連装魚雷発射管 1基 爆雷42発 爆雷投射機 2基 爆雷投下軌条 2軌 |

マスケティーア (HMS Musketeer, G86) はイギリス海軍のM級駆逐艦。その名を持つ艦としては2隻目。 

## 艦歴
マスケティーアは1942年9月18日に就役し、北海と北西方面を護衛する第3駆逐艦の1隻として本国艦隊に加わわった。1942年11月にはソビエト連邦への護送船団任務に就き、ドイツとの戦争においてロシアに重要な物資を届ける商船を護衛した。マスケティーアは戦時中を通してほぼ護送船団の任務に従事したが、1943年5月から9月にかけては本国艦隊で北西方面の警備にあたった。1943年9月27日、マスケティーアはフェロー諸島からムルマンスクにイギリス空軍の要員を輸送し、イギリス空軍がドイツの戦艦ティルピッツを無力化しようとする試みを支援した。ムルマンスクはノルウェーのアルタフィヨルドにあるティルピッツの停泊地への航空拠点であり、ティルピッツに対するイギリス空軍による爆撃計画に使用された。1944年2月25日、マスケティーアはポーランドの駆逐艦ライトニング（ORP Błyskawica）との衝突に巻き込まれ、船体修理のため護送船団の任務を中断した。修理は1944年3月末に完了し、4月初旬に船は再びロシアの護送船団の任務に復帰した。
1944年10月3日、マスケティーアは地中海東に配備され、エーゲ海の島々の奪還を支援し、ギリシャ人民解放軍の小型船に対して行動した。1945年5月のヨーロッパ戦勝記念日の後、マスケティーアは地中海での任務を続け、トリエステとギリシャ本土の駐屯地の支援を行った。 